# Fourmarierit
Fourmarierit ist ein selten vorkommendes Mineral aus der Mineralklasse der „Oxide und Hydroxide“ mit der chemischen Zusammensetzung Pb[(UO2)4|O3(OH)4]·4H2O und damit chemisch gesehen ein wasserhaltiges Blei-Uranyl-Oxid-Hydroxid.
Fourmarierit kristallisiert im orthorhombischen Kristallsystem und entwickelt pseudohexagonale, tafelige Kristalle bis etwa zwei Millimeter Größe von gelber bis goldgelber, orangeroter über goldroter bis karminroter oder rötlichbrauner bis brauner Farbe und einem diamantähnlichen Glanz auf den Oberflächen.

## Etymologie und Geschichte
Fourmarierit wurde 1924 von Henri Buttgenbach erstmals beschrieben. Es ist nach Paul Fourmarier, Professor der Geologie an der Universität Lüttich in Belgien, benannt.
Das Typmineral wird an der Universität Lüttich (Katalog-Nr. 16871,16872) und im Naturkundemuseum Paris (Katalog-Nr. 124–181) aufbewahrt.

## Klassifikation
Bereits in der veralteten, aber teilweise noch gebräuchlichen 8. Auflage der Mineralsystematik nach Strunz gehörte der Fourmarierit zur Mineralklasse der „Oxide und Hydroxide“ und dort zur Abteilung der „Uranyl([UO2]2+)-Hydroxide und -Hydrate“, wo er zusammen mit Curit, Metavandendriesscheit, Richetit, Sayrit, Spriggit und Vandendriesscheit die unbenannte Gruppe mit der Systemnummer IV/H.07 bildete.
Die seit 2001 gültige und von der IMA verwendete 9. Auflage der Strunz’schen Mineralsystematik ordnet den Fourmarierit ebenfalls in die Abteilung der „Uranyl-Hydroxide“ ein. Diese ist jedoch weiter unterteilt nach der möglichen Anwesenheit zusätzlicher Kationen und der Kristallstruktur, so dass das Mineral entsprechend seiner Zusammensetzung in der Unterabteilung „Mit zusätzlichen Kationen (K, Ca, Ba, Pb usw.); mit vorwiegend UO2(O,OH)5 pentagonalen Polyedern“ zu finden ist, wo es als einziges in der unbenannten Gruppe 4.GB.25 ist.
Auch die vorwiegend im englischen Sprachraum gebräuchliche Systematik der Minerale nach Dana ordnet den Fourmarierit in die Klasse der „Oxide und Hydroxide“ und dort in die Abteilung der „Uran- und thoriumhaltige Oxide“ ein. Er ist hier in der Unterabteilung „Uran- und thoriumhaltige Oxide mit einer Kationenladung von 6+, die Pb oder Bi und etwas Kristallwasser oder Hydroxygruppen enthalten“ zu finden. Dort bildet er alleine die unbenannten Gruppe 05.09.02.

## Kristallstruktur
Fourmarierit kristallisiert orthorhombisch in der Raumgruppe Bb21m (Raumgruppen-Nr. 36, Stellung 5) mit den Gitterparametern a = 13,99 Å, b = 16,40 Å und c = 14,29 Å sowie 8 Formeleinheiten pro Elementarzelle.

## Eigenschaften
Durch seinen Urangehalt von bis zu 64,53 % ist das Mineral sehr stark radioaktiv. Unter Berücksichtigung der natürlichen Zerfallsreihen bzw. vorhandener Zerfallsprodukte wird die spezifische Aktivität mit 115,51 kBq/g angegeben (zum Vergleich: natürliches Kalium 0,0312 kBq/g). Der zitierte Wert kann je nach Mineralgehalt und Zusammensetzung der Stufen deutlich abweichen, auch sind selektive An- oder Abreicherungen der radioaktiven Zerfallsprodukte möglich und ändern die Aktivität.

## Bildung und Fundorte
Fourmarierit bildet sich als Sekundärmineral bei Uraninit (Urandioxid bzw. UO2). Es bildet Paragenesen mit Uraninit, Ianthinit, Schoepit, Becquerelit, Billietit, Dewindtit, Phosphuranylit, Vandendriesscheit, Rutherfordin, Torbernit, Kasolit, Curit und Goethit.
Es sind rund 50 Fundstellen von Fourmarierit bekannt.
In Deutschland ist das Mineral in Baden-Württemberg, Bayern und Sachsen gefunden werden. In Österreich ist eine Fundstelle bei Mitterberg zu Mühlbach im Bezirk St. Johann im Pongau im Land Salzburg bekannt. In der Schweiz gibt es zwei Fundorte, beide liegen im Kanton Wallis.
Die restlichen Fundorte teilen sich auf die Länder Australien, China, Frankreich, Gabun, Indien, Kanada, Dem. Rep. Kongo, Norwegen, Polen, Russland, Tschechien, Ungarn und die Vereinigten Staaten von Amerika auf.

## Vorsichtsmaßnahmen
Aufgrund der Toxizität und der starken Radioaktivität des Minerals sollten Mineralproben vom Fourmarierit nur in staub- und strahlungsdichten Behältern, vor allem aber niemals in Wohn-, Schlaf- und Arbeitsräumen aufbewahrt werden. Ebenso sollte eine Aufnahme in den Körper (Inkorporation, Ingestion) auf jeden Fall verhindert und zur Sicherheit direkter Körperkontakt vermieden sowie beim Umgang mit dem Mineral Atemschutzmaske und Handschuhe getragen werden.